# Ulex borgiae
Ulex borgiae là một loài thực vật có hoa trong họ Đậu. Loài này được Rivas Mart. miêu tả khoa học đầu tiên.